# Ryūkyū
Le isole Ryūkyū (琉球諸島?, Ryūkyū shotō), dal nome cinese Liuqiu (琉球S, LiúqiúP, Liu Ch'iuW), sono isole del Giappone e formano l'arcipelago che separa l'Oceano Pacifico dal Mar Cinese Orientale. Si collocano tra l'isola di Kyūshū e Taiwan. La parte settentrionale dell'arcipelago forma le isole Satsunan, che appartengono alla prefettura di Kagoshima, mentre le altre isole fanno parte della prefettura di Okinawa.
In Giappone sono chiamate isole Nansei (南西諸島?, Nansei shotō, "isole a sudovest"), e vengono chiamate Ryūkyū solo quelle della Prefettura di Okinawa. Nella maggior parte dell'arcipelago si parlano le lingue ryukyuane, mentre nelle isole settentrionali più vicine al Kyūshū si parlano dialetti di Kagoshima. Le isole hanno un clima subtropicale con inverni miti ed estati calde. Le precipitazioni sono frequenti e la stagione delle piogge è caratterizzata dalla presenza di tifoni.

## Suddivisione idrografica

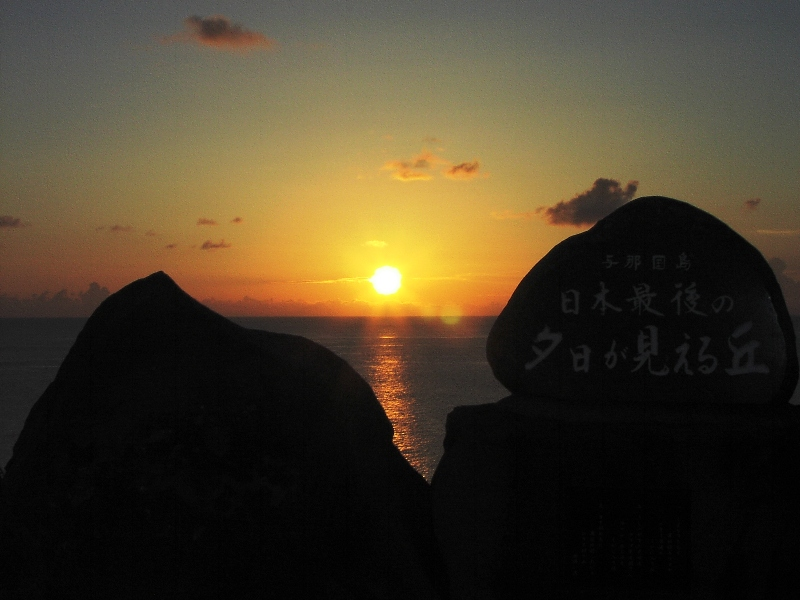
Tramonto a Yonaguni, l'isola più occidentale del Giappone

Le Ryūkyū vengono suddivise in base a tre criteri: 
- amministrativo, secondo cui le Ryūkyū settentrionali, conosciute come isole Satsunan, fanno parte della Prefettura di Kagoshima mentre quelle meridionali, chiamate in Giappone solo Ryūkyū, fanno parte della Prefettura di Okinawa
- geologico, secondo cui le Ryūkyū settentrionali sono composte dalle isole Ōsumi e Tokara e si trovano a nord dello stretto di Tokara. Quelle centrali sono le Amami e le Okinawa ed arrivano fino al dislivello di Kerama, a sud del quale si trovano le meridionali, composte dalle isole Miyako e dalle Yaeyama
- idrografico

Di seguito la suddivisione utilizzata dal Dipartimento Idrografico ed Oceanografico della guardia costiera giapponese delle isole principali, che vengono rappresentate da nord a sud:
- Isole Nansei (南西諸島?, Nansei-shotō)
  - Isole Satsunan (薩南諸島?, Satsunan-shotō)
    - Isole Ōsumi (大隅諸島?, Ōsumi-shotō)
      - Tanegashima, Yakushima, Kuchinoerabujima, Mageshima (gruppo nord-orientale)
      - Takeshima, Iōjima, Kuroshima (gruppo nord-occidentale)

    - Isole Tokara (吐噶喇列島?, Tokara-rettō): Kuchinoshima, Nakanoshima, Gajajima, Suwanosejima, Akusekijima, Tairajima, Kodakarajima, Takarajima
    - Isole Amami (奄美群島?, Amami-guntō): Amami Ōshima, Kikaijima, Kakeromajima, Yoroshima, Ukeshima, Tokunoshima, Okinoerabujima, Yoronjima

  - Isole Ryukyu (琉球諸島?, Ryūkyū-shotō)
    - Isole di Okinawa (沖縄諸島?, Okinawa-shotō): Okinawa, Kumejima, Iheyajima, Izenajima, Agunijima, Iejima
      - Isole Kerama (慶良間諸島?, Kerama-shotō): Tokashikijima, Zamamijima, Akajima, Gerumajima

    - Isole Sakishima (先島諸島?, Sakishima-shotō)
      - Isole Miyako (宮古列島?, Miyako-rettō): Miyakojima, Ikemajima, Ōgami, Irabujima, Shimojishima, Kurimajima
      - Isole Yaeyama (八重山列島?, Yaeyama-rettō): Iriomote, Ishigakijima, Taketomijima, Kohamajima, Hatoma, Yubujima, Hateruma, Yonaguni

  - Isole Senkaku (尖閣諸島?, Senkaku-shotō, reclamate da Cina e Taiwan): queste isole non formano, come le precedenti, lo spartiacque tra Oceano Pacifico e Mar Cinese Orientale, ma sono all'interno di quest'ultimo. Possono quindi essere considerate al di fuori delle Ryūkyū
  - Isole Daitō (大東諸島?, Daitō-shotō): Kita Daitō, Minami Daitō, Oki Daitō: queste isole non formano lo spartiacque tra Mar Cinese Orientale ed Oceano Pacifico, ma sono all'interno di quest'ultimo. Possono quindi essere considerate al di fuori delle Ryūkyū.

## Storia

### Le antiche isole meridionali
Nell'antichità, in Giappone ci si riferiva alle Ryūkyū con il termine isole meridionali (南島?, Minamishima). Le prime notizie sulle isole sono riferite all'anno 618 e comparvero negli annali del Nihonshoki, pubblicato nel 720, secondo cui gli abitanti di Yaku (掖玖?) rispettavano la virtù dell'imperatore del Giappone. Nel 629 la corte imperiale inviò dei funzionari a Yaku, toponimo che fonti storiche ritengono sia da attribuire all'odierna isola di Yakushima ed altre di quella zona. Nel 657, viaggiatori provenienti da Tokara (都貨邏? probabilmente Dvaravati nel sudest asiatico) arrivarono a Kyushu, dove affermarono di essere stati in precedenza ad Amami (海見島? l'odierna Amami Ōshima). Fu questa la prima volta che venne registrato il nome Amami.
Nel 677, la corte imperiale ricevette inviati dell'isola di Tane (多禰島?, Tanegashima). Due anni dopo fu inviata sulla stessa isola una missione imperiale, che al ritorno porto con sé degli abitanti locali descritti nel Nihonshoki come abitanti di Tane, Yaku e Amami. L'antico testo giapponese del 797 Shoku Nihongi riporta la spedizione del 698 di funzionari dell'esercito imperiale nelle isole a scopi esplorativi. Due anni dopo la visita fu ricambiata dagli abitanti di Tane, Yaku, Amami e Dokan, che secondo alcuni storiografi è l'odierna Tokunoshima delle isole Amami. Una relazione del 714 riporta che una missione imperiale tornò dalle isole con abitanti di Amami, Shigaki (信覚? probabilmente l'odierna Ishigaki) e Kumi (球美? l'antico nome di Iriomote). Secondo alcuni, Kumi potrebbe essere Kumejima, isola dell'arcipelago delle Okinawa. In questo periodo il toponimo "Isole Meridionali" rimpiazzò Yaku come riferimento per le odierne Ryūkyū.
Agli inizi dell'VIII secolo, la parte settentrionale dell'arcipelago fu formalmente incorporata nell'amministrazione imperiale. Le ribellioni che seguirono furono soffocate ed attorno al 702 venne creata la Provincia di Tane, che comprendeva le isole di Tanegashima e Yakushima. La provincia di Tane venne incorporata nell'824 nella nuova Provincia di Ōsumi. Una parte degli isolani, considerati barbari presso la corte imperiale, vennero trasferiti come manovalanza al servizio del sovrano. Il Nuovo libro dei Tang, pubblicato in Cina nel 1060, riporta l'esistenza di tre principi provenienti da Yaku (邪古?), Haya (波邪?) e Tane (多尼?). Nel sito dove sorgeva l'ufficio dell'antico governatore di Kyushu, furono ritrovate nel 1984 due tavole in legno risalenti all'VIII secolo che menzionano Amamijima e Irannoshima (伊藍嶋? probabilmente l'odierna Okinoerabujima).

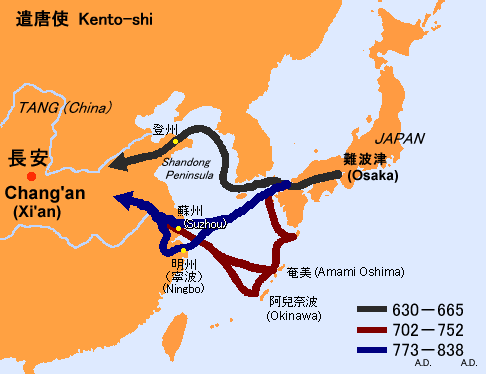
Rotte delle missioni giapponesi alla corte dei Tang

Le Ryūkyū furono importanti per le missioni giapponesi presso la Cina della dinastia Tang, che permisero grandi scambi commerciali e culturali evitando di passare per la Corea. Nel 754, il monaco cinese Jianzhen raggiunse il Giappone, dove avrebbe contribuito alla diffusione del Buddhismo. Nella sua biografia Tō Daiwajō Tōseiden del 779, descrive il suo passaggio ad Akonaha (阿児奈波?, Akonaha), che si presume sia l'isola di Okinawa. Dopo il 777, quando venne inaugurata una nuova rotta che collegava Kyūshū alla Cina, il governo giapponese perse l'interesse per le isole meridionali.

### Kikaigashima e Iōgashima
Le isole tornarono d'attualità nel 997, quando i pirati nanban (lett.: barbari meridionali) delle isole Amami saccheggiarono vaste aree di Kyūshū, il cui governatore ordinò alle forze dell'odierna Kikai (貴駕島?, Kikashima) di arrestare i nanban. Fu questa la prima volta che venne riportata negli annali Kikaigashima, menzionata spesso nei documenti degli anni successivi. Le doti marinare nelle isole Amami si erano raffinate grazie agli scambi con Kyūshū, la Cina della dinastia Song ed il Regno coreano di Goguryeo. Secondo il testo Azuma Kagami del XIII secolo, il futuro shōgun Minamoto no Yoritomo, nel 1188 inviò delle truppe a pacificare Kikai, che a quel tempo non ricadeva sotto la giurisdizione giapponese. Il romanzo epico Heike Monogatari del XIII secolo descrive l'esilio a Kikaigashima di tre nobili della corte imperiale. Kikaigashima viene identificata come l'isola vulcanica di Iōgashima, l'odierna Iōjima, dove si trova il cratere di Kikai.
Con l'invenzione in Cina della polvere da sparo, il Giappone divenne uno dei principali produttori di zolfo, sostanza alla base della polvere da sparo, e la vulcanica isola di Iōgashima divenne un importante centro di commerci grazie all'estrazione di zolfo nel suo territorio. Scavi effettuati sull'altopiano di Kikai hanno portato alla luce manufatti importati da Cina, Giappone e Corea tra il IX ed il XIV secolo, periodo in cui Kikaigashima raggiunse l'apice dello splendore.

### Espansione nelle Ryūkyū del clan Shimazu e dello shogunato Kamakura
Durante l'era Hōen (1135–1141), Tanegashima fu assegnata al daimyō di Shimazu del Kyūshū meridionale, a cui erano già stati assegnati territori delle province di Satsuma e di Ōsumi. Il membro del clan Fujiwara Koremune no Tadahisa fu nominato signore del daimyo di Shimazu nel 1185; mutò quindi il suo cognome e divenne Shimazu Tadahisa, fondatore del clan Shimazu. Nel 1197 ricevette il titolo di shugo delle province di Satsuma e Ōsumi dallo shōgun Minamoto no Yoritomo. Avrebbe perso potere nel 1203, quando il suo potente parente Hiki Yoshikazu venne accusato di cospirazione contro lo shogun ed ucciso, ma riuscì a riprendersi i titoli di shugo della provincia di Satsuma e jitō (consigliere dello shogun) del dominio di Satsuma (parte del dominio di Shimazu). I titoli di shugo di Ōsumi e jitō del territorio Ōsumi di Shimazu, che controllavano Tanegashima, divennero appannaggio del clan Hōjō. Il ramo dei Nagoe del clan Hōjō nominò governatore di Tanegashima il capo del clan Higo, che fondò così il clan Tanegashima.
Dodici isole tra cui Tanegashima furono inserite nel distretto di Kawanabe, in Provincia di Satsuma. Furono suddivise nelle "5 vicine" (口五島/端五島?, Kuchigoshima/Hajigoshima) e nelle "7 lontane" (奥七島?, Okunanashima). Le "5 vicine" corrispondono alle odierne isole Ōsumi mentre le "7 lontane" sono oggi le isole Tokara. Nel 1221, il jitō di Kawanabe fu assegnato al clan Chikama. Nel 1306, il capo-clan Chikama Tokiie allargò la sua influenza su Amami Ōshima, Kikai e Tokunoshima, tre delle isole Amami. Anche gli Shimazu proclamarono i loro diritti sulle 12 isole, e nel 1227 lo shōgun Kujō Yoritsune le pose sotto la giurisdizione di Shimazu Tadayoshi. Dopo il crollo dello shogunato Kamakura, il clan Shimazu aumentò di importanza. Nel 1364, reclamò i diritti sulle 18 isole del distretto di Kawanabe, compresa l'isola di Amami.

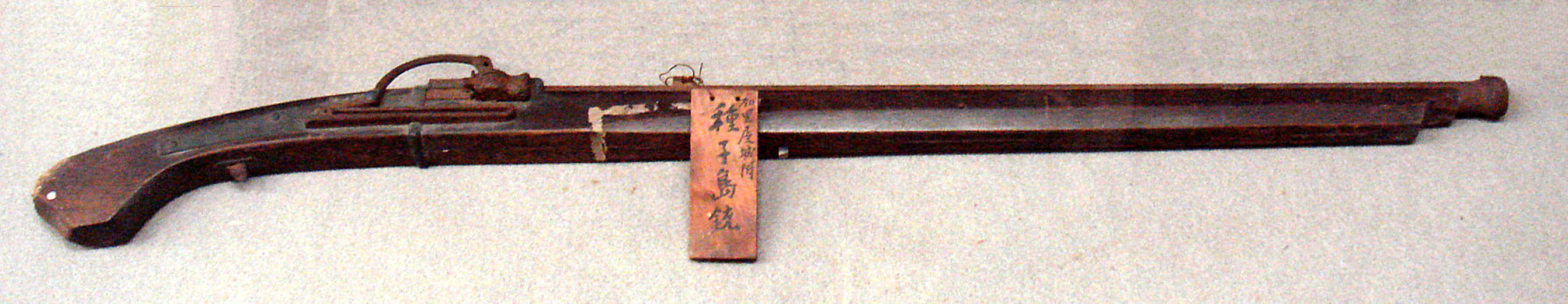
Fucile di Tanegashima

Il potere al clan Tanegashima fu dato inizialmente dal clan Nagoe, ma in seguito si rese autonomo. Fu spesso alleato ed altre volte sottomesso al clan Shimazu, dal quale ottenne il controllo di Yakushima e Kuchinoerabu nel 1415. Nel 1436, gli Shimazu affidarono ai Tanegashima il controllo delle "7 isole" Tokara più altre due. Fu a Tageshima che vennero importate per la prima volta le armi da fuoco europee da mercanti portoghesi. Tanegashima Tokitaka riuscì a riprodurre i fucili dei portoghesi, e nel giro di qualche anno le armi tanegashima si diffusero in tutto il Giappone. La riunificazione del Giappone da parte di Toyotomi Hideyoshi pose fine al vassallaggio dei Tanegashima verso gli Shimazu. Il clan fu trasferito a Kyūshū nel 1595 e rimandato a Tanegashima nel 1599, mentre Yakushima e Kuchinoerabu passarono sotto il diretto controllo del clan Shimazu ed avrebbero costituito il dominio di Satsuma durante il periodo Edo.

### Regno delle Ryūkyū

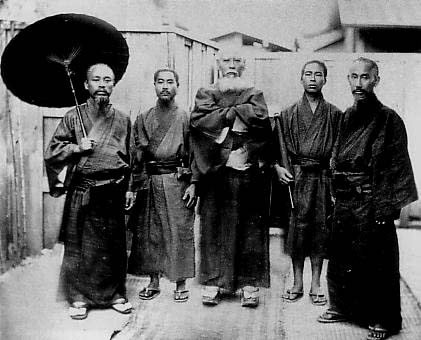
Antichi abiti di Ryūkyū

Le isole di Okinawa furono unificate nel 1429, evento che corrisponde alla fondazione del Regno delle Ryūkyū. Furono in seguito annesse anche le isole Miyako, le Yaeyama e, nel periodo di massimo splendore, anche le Amami. In tale periodo, il suo dominio comprendeva tutte le isole da Yonaguni, nel sud-ovest, fino a Amami Ōshima nel nord. Il regno nacque con il benestare dell'imperatore cinese e sin da allora divenne uno Stato tributario della Cina. Una spedizione armata del 1609 guidata dal signore di Satsuma Shimazu Tadatsune, prese possesso dell'isola di Okinawa, dove aveva sede il regno. Data la scarsa familiarità dei soldati di Okinawa con le battaglie campali, il sovrano evitò il sacrificio del suo popolo e si arrese senza combattere Si determinò pertanto una situazione di doppio protettorato, con l'obbligo di pagamenti di tributi sia allo shōgun giapponese che all'imperatore cinese. Nel 1655, lo shogunato approvò i tributi versati dalle Ryūkyū agli imperatori cinesi della dinastia Qing.

### Annessione al Giappone
L'obbligo di versare tributi alla Cina ebbe fine nel 1874, due anni dopo che il Giappone aveva instaurato nel regno il sistema degli han. Nel 1879 il governo Meiji annunciò l'annessione ufficiale delle isole. I messaggeri del re delle Ryūkyū cercarono di ottenere protezione militare dall'Impero Cinese, ma i Qing erano troppo deboli per intervenire militarmente in difesa dei suoi ex tributari. L'arbitrato dell'ex presidente degli Stati Uniti Ulysses S. Grant, assegnò le isole al Giappone. Le richieste delle popolazioni indigene furono ignorate e nel processo di annessione i giapponesi uccisero i politici che si opponevano all'occupazione. Il regno di Ryūkyū divenne parte dell'Han di Satsuma. Successivamente, quando il sistema degli han fu sostituito da quello delle prefetture, buona parte delle isole entrò a far parte della Prefettura di Okinawa. Fu imposto l'utilizzo della lingua, della cultura e dell'identità giapponese ai bambini delle Ryūkyū.
Con la sconfitta del Giappone nella seconda guerra mondiale, le Ryūkyū furono occupate dagli Stati Uniti nel 1945, e restituite al Giappone nel 1972. Oggi ci sono varie problematiche concernenti le Ryūkyū. Alcuni abitanti delle isole e alcuni giapponesi non considerano le popolazioni autoctone delle Ryūkyū veri giapponesi. Alcuni nativi affermano che il governo centrale porta avanti una politica discriminatoria nei loro confronti, permettendo a molti soldati americani di stazionare prevalentemente sull'isola di Okinawa e lasciando così libere le altre quattro isole principali.